# Атанас Ванчев дьо Траси
Атанас Ванчев дьо Траси  (на френски: Athanase Vantchev de Thracy) е френски поет.

## Биография и творчество
Той е роден в град Хасково на 3 януари 1940 г. Завършва начално и гимназиално образование в родния си град. В 1966 г. завършва като първенец на випуска Софийския Държавен Университет „Климент Охридски“, специалност: класическа и френска филологии.
В 1966 г. заминава да живее и учи във Франция. В 1972 г. защитава докторска дисертация в Сорбоната на тема „Символиката на светлината в поезията на Пол Верлен“. В 1974 г. завършва Висшия институт за източни езици в Париж, специалност руски език. В 1976 г. завършва в Сорбоната руска филология и пише магистърска дисертация на руски език „Поэтика и метафизика в творчестве Достоевского“. Атанас Ванчев дьо Траси провежда филологически стажове в Москва, Ленинград, Лондон, Саламанка (Испания), Рим, Урбино (Италия), Атина (Гърция), Лунд (Швеция).
Атанас Ванчев дьо Траси е автор на 46 сборника стихотворения, книги по история и история на изкуството, една книга за деца (500 страници). Превел е над 50 поети от целия свят: България, Русия, Англия, Италия, Испания, Перу, Бразилия, Боливия, Венецуела и т.н.
Има издадени стихосбирки на руски, английски, испански, арабски, исландски, естонски, албански, гръцки, италиански, португалски. Говори български, френски, руски, английски, италиански. Учил е една година арабски език.
Той живее 2 години в Дамаск и Палмира (Сирия), 6 месеца в Йордания, 1 година в Саудитска Арабия, 2 години в Тунис, 6 месеца в Мароко, 1 година и 2 месеца в Мавритания.
Той е лауреат на Френската Академия на безсмъртните, редовен член на Бразилската Академия за литература, редовен член на Българската Академия на Науките и Изкуствата, редовен член на Европейската Академия за Наука, Изкуство и литература. Той е „доктор хонорис кауза“ на Великотърновския университет „Свети свети Кирил и Методий“.
Атанас Ванчев дьо Траси е вицепрезидент на световното движение на поетите Poetas del Mundo (8000 членове от цял свят). Посланик е на мира (Женева-Швейцария).
Атанас Ванчев дьо Траси е носител на много международни награди.